# Welldorf
Welldorf (met Serrest) is een plaats in de Duitse gemeente Jülich, deelstaat Noordrijn-Westfalen, en telt 1408 inwoners (2006).